# Rally van Cyprus 2000
De Rally van Cyprus 2000, formeel 28th Cyprus Rally, was de 28e editie van de Rally van Cyprus en de tiende ronde van het wereldkampioenschap rally in 2000. Het was de 330e rally in het wereldkampioenschap rally die georganiseerd wordt door de Fédération Internationale de l'Automobile (FIA). De start en finish was in Limasol.

## Programma
| Dag    | Datum                | Klassementsproeven | Competitieve afstand |
| ------ | -------------------- | ------------------ | -------------------- |
| 1      | Vrijdag 8 september  | 9                  | 145,16 kilometer     |
| 2      | Zaterdag 9 september | 8                  | 114,50 kilometer     |
| 3      | Zondag 10 september  | 6                  | 88,75 kilometer      |
|        |                      |                    |                      |
| Totaal | Totaal               | 23                 | 348,41 kilometer     |

## Resultaten
| Algemene top tien | Algemene top tien | Algemene top tien     | Algemene top tien            | Algemene top tien | Algemene top tien | Algemene top tien | Algemene top tien |
| Pos.              | #                 | Rijder                | Auto                         | Gr/kl             | Tijd              | Eerste            | Punten            |
| Pos.              | #                 | Navigator             | Inschrijving                 | C                 | Straftijd         | Vorige            | Punten            |
| ----------------- | ----------------- | --------------------- | ---------------------------- | ----------------- | ----------------- | ----------------- | ----------------- |
| 1.                | 6                 | Carlos Sainz          | Ford Focus RS WRC 00         | A8                | 5:26:04,9         | 0:00              | 10                |
| 1.                | 6                 | Luís Moya             | Ford Motor Co Ltd.           | C                 |                   | =                 | 10                |
| 2.                | 5                 | Colin McRae           | Ford Focus RS WRC 00         | A8                | 5:26:42,2         | + 37,3            | 6                 |
| 2.                | 5                 | Nicky Grist           | Ford Motor Co Ltd.           | C                 |                   | + 37,3            | 6                 |
| 3.                | 9                 | François Delecour     | Peugeot 206 WRC              | A8                | 5:27:35,7         | + 1:30,8          | 4                 |
| 3.                | 9                 | Daniel Grataloup      | Peugeot Esso Sport           | C                 |                   | + 53,5            | 4                 |
| 4.                | 3                 | Richard Burns         | Subaru Impreza S6 WRC 00     | A8                | 5:28:29,0         | + 2:04,1          | 3                 |
| 4.                | 3                 | Robert Reid           | Subaru World Rally Team      | C                 |                   | + 33,3            | 3                 |
| 5.                | 1                 | Tommi Mäkinen         | Mitsubishi Lancer Evo VI     | A8                | 5:29:03,1         | + 2:58,2          | 2                 |
| 5.                | 1                 | Risto Mannisenmäki    | Marlboro Mitsubishi Ralliart | C                 | 0:10              | + 54,1            | 2                 |
| 6.                | 17                | Markko Märtin         | Toyota Corolla WRC           | A8                | 5:29:50,3         | + 3:45,4          | 1                 |
| 6.                | 17                | Michael Park          | Lukoil-E.O.S. Rally Team     | A8                |                   | + 47,2            | 1                 |
| 7.                | 4                 | Juha Kankkunen        | Subaru Impreza S6 WRC 00     | A8                | 5:33:06,6         | + 7:01,7          |                   |
| 7.                | 4                 | Juha Repo             | Subaru World Rally Team      | C                 | 4:40              | + 3:16,3          |                   |
| 8.                | 2                 | Freddy Loix           | Mitsubishi Carisma GT Evo VI | A8                | 5:34:10,6         | + 8:05,7          |                   |
| 8.                | 2                 | Sven Smeets           | Marlboro Mitsubishi Ralliart | C                 |                   | + 1:04,0          |                   |
| 9.                | 19                | Toshi Arai            | Subaru Impreza S5 WRC 99     | A8                | 5:35:20,8         | + 9:15,9          |                   |
| 9.                | 19                | Roger Freeman         | Spike Subaru Team            | A8                |                   | + 1:10,2          |                   |
| 10.               | 22                | Simon Jean-Joseph     | Subaru Impreza S4 WRC 98     | A8                | 5:48:21,0         | + 22:16,1         |                   |
| 10.               | 22                | Jacques Boyère        | Simon Jean-Joseph            | A8                | 0:50              | + 13:00,2         |                   |
| DNF top tien      |                   |                       |                              |                   |                   |                   |                   |
| Pos.              | #                 | Rijder                | Auto                         | Gr/kl             | KP                | Reden             | Reden             |
| Pos.              | #                 | Navigator             | Inschrijving                 | C                 | KP                | Reden             | Reden             |
| DNF               | 7                 | Didier Auriol         | Seat Córdoba WRC E3          | A8                | 7                 | Mechanisch        | Mechanisch        |
| DNF               | 7                 | Denis Giraudet        | Seat Sport                   | C                 | 7                 | Mechanisch        | Mechanisch        |
| DNF               | 8                 | Toni Gardemeister     | Seat Córdoba WRC E3          | A8                | 14                | Ongeluk           | Ongeluk           |
| DNF               | 8                 | Paavo Lukander        | Seat Sport                   | C                 | 14                | Ongeluk           | Ongeluk           |
| DNF               | 10                | Marcus Grönholm       | Peugeot 206 WRC              | A8                | 6                 | Motor             | Motor             |
| DNF               | 10                | Timo Rautiainen       | Peugeot Esso Sport           | C                 | 6                 | Motor             | Motor             |
| DNF               | 11                | Armin Schwarz         | Škoda Octavia WRC Evo 2      | A8                | 2                 | Ongeluk           | Ongeluk           |
| DNF               | 11                | Manfred Hiemer        | Škoda Motorsport             | C                 | 2                 | Ongeluk           | Ongeluk           |
| DNF               | 12                | Luís Climent          | Škoda Octavia WRC Evo 2      | A8                | 5                 | Olielek           | Olielek           |
| DNF               | 12                | Álex Romaní           | Škoda Motorsport             | C                 | 5                 | Olielek           | Olielek           |
| DNF               | 19                | Krzysztof Hołowczyc   | Subaru Impreza S5 WRC 99     | A8                | 9                 | Mechanisch        | Mechanisch        |
| DNF               | 19                | Jean-Marc Fortin      | Wizja TV Turning Point RT    | A8                | 9                 | Mechanisch        | Mechanisch        |
| DNF               | 20                | Abdullah Bakhashab    | Toyota Corolla WRC           | A8                | 2                 | Versnellingsbak   | Versnellingsbak   |
| DNF               | 20                | Bobby Willis          | Toyota Team Saudi Arabia     | A8                | 2                 | Versnellingsbak   | Versnellingsbak   |
| DNF               | 21                | Frédéric Dor          | Subaru Impreza S5 WRC 99     | A8                | 10                | Mechanisch        | Mechanisch        |
| DNF               | 21                | Didier Breton         | F. Dor Rally Team            | A8                | 10                | Mechanisch        | Mechanisch        |
| DNF               | 23                | Ioánnis Papadimitríou | Subaru Impreza S5 WRC 99     | A8                | 3                 | Wiel afgebroken   | Wiel afgebroken   |
| DNF               | 23                | Níkos Petrópoulos     | Ioánnis Papadimitríou        | A8                | 3                 | Wiel afgebroken   | Wiel afgebroken   |
| DNF               | 29                | Andreas Tsouloftas    | Mitsubishi Lancer Evo VI     | A                 | 2                 | Mechanisch        | Mechanisch        |
| DNF               | 29                | Andros Achilleos      | Fairways Rally Team          | A                 | 2                 | Mechanisch        | Mechanisch        |

| PWRC top drie | PWRC top drie         | PWRC top drie |
| Pos.          | Rijder                | Pnt.          |
| ------------- | --------------------- | ------------- |
| 1             | Gustavo Trelles       | 10            |
| 2             | Gabriel Pozzo         | 6             |
| 3             | Claudio Marcelo Menzi | 4             |

## Statistieken

#### Klassementsproeven
| Etappe | Datum        | KP | Starttijd | Naam              | Lengte   | Snelste rijder | Tijd    | Gem. snelheid | Rallyleider  |
| ------ | ------------ | -- | --------- | ----------------- | -------- | -------------- | ------- | ------------- | ------------ |
| 1      | 8 september  | 1  | 8:33      | Alassa 1          | 6,26 km  | Carlos Sainz   | 4:34,7  | 81,51 km/u    | Carlos Sainz |
| 1      | 8 september  | 2  | 9:06      | Prastio 1         | 11,06 km | Richard Burns  | 6:40,0  | 99,54 km/u    | Carlos Sainz |
| 1      | 8 september  | 3  | 9:49      | Agios Nikolaos 1  | 11,30 km | Carlos Sainz   | 10:04,0 | 67,35 km/u    | Carlos Sainz |
| 1      | 8 september  | 4  | 10:22     | Platres 1         | 11,99 km | Carlos Sainz   | 9:54,0  | 72,67 km/u    | Carlos Sainz |
| 1      | 8 september  | 5  | 12:17     | Mylikouri 1       | 31,87 km | Richard Burns  | 36:05,6 | 52,98 km/u    | Carlos Sainz |
| 1      | 8 september  | 6  | 13:10     | Panagia 1         | 19,52 km | Carlos Sainz   | 17:33,8 | 66,68 km/u    | Carlos Sainz |
| 1      | 8 september  | 7  | 15:08     | Kourdali          | 14,92 km | Carlos Sainz   | 16:28,9 | 54,31 km/u    | Carlos Sainz |
| 1      | 8 september  | 8  | 15:39     | Assinou           | 25,39 km | Carlos Sainz   | 27:30,8 | 55,37 km/u    | Carlos Sainz |
| 1      | 8 september  | 9  | 16:57     | Xerarkaka         | 12,89 km | Carlos Sainz   | 14:33,8 | 53,11 km/u    | Carlos Sainz |
|        |              |    |           |                   |          |                |         |               | Carlos Sainz |
| 2      | 9 september  | 10 | 9:01      | Platres - Saittas | 11,98 km | Freddy Loix    | 9:46,4  | 70,48 km/u    | Carlos Sainz |
| 2      | 9 september  | 11 | 9:39      | Alassa 2          | 6,22 km  | Tommi Mäkinen  | 4:35,0  | 81,43 km/u    | Carlos Sainz |
| 2      | 9 september  | 12 | 10:12     | Prastio 2         | 11,06 km | Juha Kankkunen | 6:36,8  | 100,34 km/u   | Carlos Sainz |
| 2      | 9 september  | 13 | 13:10     | Panagia 2         | 19,52 km | Freddy Loix    | 17:10,9 | 68,17 km/u    | Carlos Sainz |
| 2      | 9 september  | 14 | 13:55     | Mylikouri 2       | 31,87 km | Colin McRae    | 35:52,1 | 53,31 km/u    | Carlos Sainz |
| 2      | 9 september  | 15 | 16:48     | Prastio 3         | 11,06 km | Richard Burns  | 6:34,6  | 100,90 km/u   | Carlos Sainz |
| 2      | 9 september  | 16 | 17:31     | Agios Nikolaos 2  | 11,30 km | Tommi Mäkinen  | 9:57,8  | 68,05 km/u    | Carlos Sainz |
| 2      | 9 september  | 17 | 18:04     | Platres 2         | 11,99 km | Carlos Sainz   | 9:45,5  | 73,72 km/u    | Carlos Sainz |
|        |              |    |           |                   |          |                |         |               | Carlos Sainz |
| 3      | 10 september | 18 | 9:21      | Vavatsinia 1      | 19,11 km | Tommi Mäkinen  | 17:05,7 | 67,07 km/u    | Carlos Sainz |
| 3      | 10 september | 19 | 10:04     | Agios Onoufrios   | 18,10 km | Richard Burns  | 16:26,1 | 66,08 km/u    | Carlos Sainz |
| 3      | 10 september | 20 | 10:52     | Lageia 1          | 9,62 km  | Colin McRae    | 8:38,6  | 66,78 km/u    | Carlos Sainz |
| 3      | 10 september | 21 | 13:47     | Vavatsinia 2      | 19,11 km | Tommi Mäkinen  | 16:58,3 | 67,56 km/u    | Carlos Sainz |
| 3      | 10 september | 22 | 14:35     | Macheras          | 13,19 km | Richard Burns  | 11:40,0 | 67,83 km/u    | Carlos Sainz |
| 3      | 10 september | 23 | 15:18     | Lageia 2          | 9,62 km  | Richard Burns  | 8:35,8  | 67,14 km/u    | Carlos Sainz |

| KP overwinningen | KP overwinningen |
| Rijder           | Aantal           |
| ---------------- | ---------------- |
| Carlos Sainz     | 8                |
| Richard Burns    | 7                |
| Tommi Mäkinen    | 4                |
| Freddy Loix      | 2                |
| Juha Kankkunen   | 1                |
| Colin McRae      | 1                |

## Kampioenschap standen

#### Rijders
|   | Pos. | Rijder          | Pnt. |
| - | ---- | --------------- | ---- |
| = | 1    | Marcus Grönholm | 44   |
| 1 | 2    | Colin McRae     | 42   |
| 1 | 3    | Richard Burns   | 41   |
| = | 4    | Carlos Sainz    | 37   |
| = | 5    | Tommi Mäkinen   | 28   |

#### Constructeurs
|   | Pos. | Constructeur                 | Pnt. |
| - | ---- | ---------------------------- | ---- |
| = | 1    | Ford Motor Co Ltd.           | 79   |
| = | 2    | Subaru World Rally Team      | 64   |
| = | 3    | Peugeot Esso Sport           | 58   |
| = | 4    | Marlboro Mitsubishi Ralliart | 35   |
| = | 5    | Škoda Motorsport             | 8    |

- Noot: Enkel de top 5-posities worden in beide standen weergegeven.